# Tarnóczi Jakab
Tarnóczi Jakab (Salgótarján, 1994. május 23. –) Junior Prima-díjas magyar színházrendező.

## Életpályája
A helyi Zenthe Ferenc Színház alapító tagja, szereplője volt. 2014-ben érettségizett a Bolyai János Gimnáziumban. 2014-2019 között a Színház- és Filmművészeti Egyetem rendező szakán tanult Ascher Tamás osztályában. 2019-től szabadúszó rendezőként dolgozott. 2020-tól a Katona József Színház rendezője.

## Rendezései
| Szerző                                                                             | Cím                       | Helyszín                                         | A bemutató éve |
| ---------------------------------------------------------------------------------- | ------------------------- | ------------------------------------------------ | -------------- |
| Tarnóczi Jakab – Varga Zsófia                                                      | Extázis                   | Katona József Színház                            | 2023           |
| Anton Pavlovics Csehov                                                             | Cseresznyéskert           | Katona József Színház                            | 2023           |
| Tarnóczi Jakab – Varga Zsófia (Gerhart Hauptmann drámája alapján)                  | Magányos emberek          | Katona József Színház                            | 2022           |
| Tarnóczi Jakab – Varga Zsófia                                                      | Szépkilátás               | Zenthe Ferenc Színház                            | 2022           |
|                                                                                    | Melancholy rooms          | Katona József Színház                            | 2022           |
| Franz Schubert dalciklusa és Wilhelm Müller versei alapján                         | Winterreise               | Örkény Színház                                   | 2021           |
| Molière                                                                            | Az úrhatnám polgár        | Magyar Állami Operaház                           | 2021           |
| Tarnóczi Jakab – Varga Zsófia (Aiszkhülosz, Euripidész, Szophoklész művei alapján) | Isten, haza, család       | Katona József Színház                            | 2020           |
|                                                                                    | Búcsúkoncert              | K2 Színház                                       | 2020           |
| Katona József                                                                      | Bánk bán                  | Katona József Színház                            | 2019           |
| William Shakespeare                                                                | Amit akartok (Vízkereszt) | Zenthe Ferenc Színház                            | 2019           |
| Gerhart Hauptmann                                                                  | Bernd Róza                | Thália Színház                                   | 2019           |
| Aiszkhülosz                                                                        | Leláncolt Prométheusz     | Katona József Színház                            | 2018           |
| Heinrich von Kleist                                                                | A Schroffenstein család   | Színház- és Filmművészeti Egyetem (Ódry Színpad) | 2018           |
| Valentin Petrovics Katajev                                                         | A kör négyszögesítése     | Zenthe Ferenc Színház                            | 2016           |

## Díjak
- Vastaps-díj – A legjobb rendezés (2022) /Melancholy Rooms/[20]
- Junior Prima-díj (2023)[21]